# Jonathan Mertz
Jonathan Mertz (* 25. Oktober 1986 in Stuttgart) ist ein deutscher Bühnenbildner.

## Biografie
Jonathan Mertz studierte Freie Kunst und Bühnenraum bei Raimund Bauer an der Hochschule für Bildende Künste Hamburg und bei Marie-José Burki an der École nationale supérieure des beaux-arts de Paris. Während des Studiums realisierte und organisierte er zahlreiche Ausstellungen. Seine Bühnenbilder entstehen hauptsächlich in Zusammenarbeit mit dem Regisseur Christopher Rüping.

## Bühnenbilder (Auswahl)
- 2010 Philoktet mein Hass gehört mir, nach Heiner Müller, Kampnagel Hamburg
- 2011 Der große Gatsby, nach F. Scott Fitzgerald Schauspiel Frankfurt[2]
- 2012 Tschick, von Wolfgang Herrndorf, Thalia Theater Hamburg[3]
- 2013 Brandung von Maria Milisavljevic, Ruhrfestspiele Recklinghausen und Deutsches Theater Berlin
- 2014: Das Fest von Thomas Vinterberg und Morgens Rukov am Staatstheater Stuttgart
- 2015: Peer Gynt von Henrik Ibsen am Staatstheater Stuttgart
- 2016: Clockwork Orange nach Anthony Burgess am Schauspiel Frankfurt
- 2016: Lolita. Ein Drehbuch nach Vladimir Nabokov am Staatstheater Stuttgart
- 2017: Miranda Julys Der Erste Fiese Typ nach Miranda July an den Münchner Kammerspielen, sowie am Schauspielhaus Zürich und Schauspielhaus Bochum
- 2017: Trommeln in der Nacht von/nach Bertolt Brecht an den Münchner Kammerspielen
- 2018: Panikherz von Benjamin von Stuckrad-Barre am Thalia Theater (Hamburg)
- 2018: Dionysos Stadt von Christopher Rüping an den Münchner Kammerspielen
- 2019: In der Sache J.R. Oppenheimer von Hainar Kippardt am Deutschen Theater Berlin
- 2020: Einfach das Ende der Welt nach Jean-Luc Lagarce am Schauspielhaus Zürich
- 2022: Brüste und Eier von Mieko Kawakami am Thalia Theater (Hamburg)
- 2023: Gier von Sarah Kane am Schauspielhaus Zürich
- 2023: Il ritorno / Das Jahr des magischen Denkens. Komponist Claudio Monteverdi. Libretto von Giacomo Badoaro / Autorin Joan Didion. an der Bayerischen Staatsoper.
- 2023: Die Möwe von Anton Tschechow am Schauspielhaus Zürich